# Трахимовский, Николай Алексеевич
Николай Алексеевич Трахимо́вский (1838—1895) — сенатор, тайный советник; юрист и писатель.

## Биография
Родился 11 (23) октября 1838 года в семье полтавского помещика. Был внуком известного на Украине, доктора Михаила Яковлевича Трахимовского, в доме которого родился Н. В. Гоголь. Вспоминая о детстве, Н. А. Трахимовский писал: «Самого Николая Васильевича я несколько раз видел и в Васильевке, и в Сорочинцах, в доме моего отца, в 1848, 1850 и 1851 гг., и хотя в 1848 г. мне было всего 10, а в 1851 г. — 13 лет, личность Гоголя врезалась в память мою глубоко».
Учился в Полтавской гимназии, Дерптском университете. Защитил диссертацию на звание кандидата камеральных наук с правом на чин коллежского секретаря (1859).
Вступил в службу 27 мая 1861 года кандидатом на должность мирового посредника Миргородского уезда. С 1862 года во Владимире: сначала по акцизному ведомству, с 1866 года директор Попечительского совета о тюрьмах, с 1868 года товарищ прокурора, с 1870 года прокурор Владимирского окружного суда. Затем был товарищем прокурора Санкт-Петербургской судебной палаты палаты (1872—1876), прокурором, а потом и председателем Варшавской судебной палаты (1876—1886). С 1 января 1877 года — действительный статский советник, с 20 ноября 1886 года — тайный советник. С 31 декабря 1886 года получил назначение сенатором, присутствующим в уголовном кассационном департаменте сената.
Поместил несколько статей по юридическим вопросам и талантливых рассказов в «Русском вестнике», «Библиотеке для чтения», «Отечественных записках», «Северном вестнике», «Народном богатстве», «Вестнике Европы», «Русской старине» и других изданиях.
Был почётным мировым судьёй Миргородского уезда Полтавской губернии, где имел 200 десятин земли в родовом имении.
Умер 2 (14) января 1895 года; похоронен на Новодевичьем кладбище.
Был женат на дочери В. М. Менгдена, Софье Владимировне (1855 — после 1917), которая после его смерти вышла замуж за Н. В. Бельгарда.